# Sîrotîne, Troițke
Sîrotîne (în ucraineană Сиротине) este un sat în comuna Demîno-Oleksandrivka din raionul Troițke, regiunea Luhansk, Ucraina.

## Demografie
Componența lingvistică a localității Sîrotîne
     Rusă (95,6%)
     Ucraineană (4,23%)
     Alte limbi (0,18%)
Conform recensământului din 2001, majoritatea populației localității Sîrotîne era vorbitoare de rusă (95,6%), existând în minoritate și vorbitori de ucraineană (4,23%).